# Banaroo
Banaroo is een Duitse popgroep die bestaat uit Steffy, Cat, Bobby en Vito.

## Biografie
Duitsland

– Dubi Dam Dam (Goud)

– Banaroo’s World (Platina)

Oostenrijk

– Dubi Dam Dam (Goud)

– Banaroo’s World (Goud)

– Amazing (Goud)

Zwitserland

– Dubi Dam Dam (Goud)

– Banaroo's World (Goud)

Banaroo is samengesteld door de Duitse kinderzender Toggo. Vanaf april 2005 was de groep 3 maanden te zien in hun eigen realitysoap Banaroo, the star diary. Hierin werden ze gevolgd bij het uitbrengen van hun eerste single Dubi Dam Dam en bij het opnemen van hun eerste album.
Banaroo maakte hun tv-debuut in Nederland in het kinderprogramma Kids Top 20. Later waren ze ook nog te zien in programma's als De Wereld van K3 en Top of the Pops. Dubi Dam Dam was een bescheiden succes voor de groep in Nederland. De single Space Cowboy werd door tegenvallend succes niet uitgebracht.
In Duitsland is Banaroo veel populairder dan in veel andere landen, waaronder Nederland. Daar brachten ze al 4 albums uit en 7 cd-singles. Veel van die singles bereikte de top 10 in Duitsland.
Banaroo heeft ook een Nederlands lid; Bobby komt namelijk uit Nederland. Hij heeft meegedaan met het RTL-programma Popstars the rivals. Hij zat toen bij de laatste 10 deelnemers. Na deze ervaring in 2004 is hij in 2005 begonnen bij Banaroo.

## Discografie

### Albums
| Jaar | Album           | Hitlijst           | Positie  | Opmerkingen |
| ---- | --------------- | ------------------ | -------- | ----------- |
| 2006 | Banaroo's World | Mega Album Top 100 | onbekend |             |

### Singles
| Jaar | Single         | Positie            | Positie             | Album           |
| Jaar | Single         | Nederlandse Top 40 | Vlaamse Ultratop 50 | Album           |
| ---- | -------------- | ------------------ | ------------------- | --------------- |
| 2006 | "Dubi Dam Dam" | -                  | -                   | Banaroo's World |
| 2006 | "Space Cowboy" | -                  | -                   | Banaroo's World |

## Uitgebracht in Duitstalige landen

### Albums
| Verschijningsdatum | Naam            | Hitnotering | Hitnotering | Hitnotering |
| Verschijningsdatum | Naam            | Duitsland   | Oostenrijk  | Zwitserland |
| ------------------ | --------------- | ----------- | ----------- | ----------- |
| 20-6-2005          | Banaroo's world | 1           | 1           | 7           |
| 25-11-2005         | Christmas world | 12          | 5           | 26          |
| 24-3-2006          | Amazing         | 6           | 2           | 25          |
| 13-4-2007          | Fly Away        | 44          | 24          | 86          |

### Singles
| Verschijningsdatum | Naam                          | Hitnotering | Hitnotering | Hitnotering |
| Verschijningsdatum | Naam                          | Duitsland   | Oostenrijk  | Zwitserland |
| ------------------ | ----------------------------- | ----------- | ----------- | ----------- |
| 23-5-2005          | Dubi Dam Dam                  | 2           | 2           | 5           |
| 25-7-2005          | Space Cowboy                  | 5           | 12          | 17          |
| 11-11-2005         | Coming Home For Christmas     | 8           | 5           | 9           |
| 24-2-2006          | Uh Mamma                      | 9           | 3           | 11          |
| 2-6-2006           | Sing and move (La La La Laaa) | 58          | 51          | 82          |
| 23-3-2007          | Ba Yonga Wamba                | 30          | 34          | 86          |
| 4-5-2007           | I'll Fly Away                 | 94          | -           | -           |

## Tracklijstinformatie

### Albums
| 1. Dubi Dam Dam 2. Bubble Gum 3. Fun, Fun 4. Ringa Ding Ding 5. Space Cowboy 6. In The Name Of Love 7. How Deep Is Your Love 8. Shoobi Dubi Du 9. Make You See The Stars 10. I Never Wanna Live My Life Without You 11. Living In A Red Balloon 12. Is It Love |

| 1. Coming Home For Christmas 2. Bling Bling Here, Bling Bling There 3. Christmas Time 4. Feliz Navidad 5. Let's Go For A Ride 6. Sweet Inspiration 7. Only Love 8. X-Mas Toy 9. Let's Keep The Fire Burning 10. You're My Gurdian Angel 11. The Miracle Of You 12. Light The Fire 13. You're The One And Only 14. Winter Wonderland 15. White Christmas 16. Sleep My Baby Tonight |

| 1. Uh Mamma 2. Bana Me Bana You 3. Sailor Dance 4. Bang Bang Boomerang 5. Be My Boyfriend 6. Can't Get You Off My Mind 7. Miss Your Kiss 8. Sing And Move (La La La Laaaa) 9. Circles 10. Heya Comanchero 11. America 12. Mamacita 13. Call Me, Beep Me |

| 1. Ba Yonga Wamba 2. I'll Fly Away 3. Summer In The Sun 4. Be My Satellite 5. Superhero 6. Radio Of Love 7. Do You Believe 8. Uuh La La 9. Sweet Sensation 10. I Love You, You Love Me 11. Hong Kong Song 12. Oriental Dream 13. Don't Leave |

|  |